# Кан Ён Хун
Кан Ён Хун (кор. 강영훈?, 姜英勳?; 30 мая 1922, Анджу, Хэйан-нандо, Японская Корея — 10 мая 2016, Сеул, Республика Корея) — южнокорейский государственный деятель, премьер-министр Южной Кореи (1988—1990).

## Биография
Вскоре после окончания университета Кенкоку в конце Второй мировой войны вступил в ряды Национальных сил обороны, предшествовавшим армии Республики Корея. Во время Корейской войны служил командиром дивизии, а в 1952 г. был назначен военным атташе в посольстве Южной Кореи в Соединенных Штатах.
В 1954 г. становится директором Американского командования в Южной Корее при министерстве национальной обороны. Проходил ускоренное обучение в Командно-штабном колледже армии США. Закончил военную службу в звании генерал-лейтенанта в должности начальника Корейской военной академии, в год Военной революции, против которой он выступал. Был задержан и находился в тюремном заключении.
После освобождения вернулся в США, получив степень магистра в международных отношениях (1966) и докторскую степень в политологии (1973) Университета Южной Калифорнии. Основал Научно-исследовательский институт по корейским делам в Силвер-Спринге, штат Мэриленд.
Вернулся в Южную Корею в 1976 г., заняв пост декана в Университет иностранных языков Хангук. В 1978 г. был назначен директором Института иностранных дел и национальной безопасности, учебного института Министерства иностранных дел.
1981—1984 гг. — посол в Великобритании и Ирландии (по совместительству),
1984—1987 гг. — посол в Ватикане.
После демократических протестов 1987 г. принял участие в выборах и был избран в состав 13-го Национального собрания от Демократическая партия справедливости.
В 1988—1990 гг. — премьер-министр Республики Корея при президенте Ро Де У, заменившем 19 из 23 министров, чтобы избавиться от наследия своего крайне непопулярного предшественника
Чон Ду Хвана. В этот период продолжались массовые антиправительственные студенческие выступления. После нескольких месяцев подготовки принял участие в исторических переговорах со своим северокорейским коллегой Ён Хён Муком, где обсуждались вопросы разоружения, вывода американских войск, освобождения политических заключенных, прав на посещение и воссоединение. В октябре 1990 г. в Пхеньяне он встретился с лидером КНДР Ким Ир Сеном. Тон переговоров резко изменился, южнокорейская сторона обвинила Северную Корею, что она усиливает разделение и затягивает вопрос о мире, а также используют переговоры, чтобы вмешиваться во внутренние дела Южной Кореи, представители КНДР критиковали предложения Южной Кореи по расширению торговых, культурных и гуманитарных обменов. Третье совещание в декабре также не привело к значимым результатам.
В декабре 1990 г. в рамках подготовки к очередным выборам был отправлен в отставку, однако вскоре отправился в дипломатический тур по Ближнему Востоку, чтобы поддержать членство Южной Кореи в Организации Объединенных Наций.
Являлся председателем Национальной организации Красного Креста (1991—1997), сыгравшего важную роль в переговорах между Южной и Северной Кореей в период, когда север страдал от голода. Впоследствии занимал пост председателя Института Седжона и председателя корейского комитета Программы ООН по окружающей среде (ЮНЕП).

## Награды и звания
Рыцарь-Командор ордена Британской империи (1995).